# Antun Milovan (1907.)
Antun Milovan (Režanci, 30. ožujka 1907. – 22. ožujka 1945.), hrvatski preporoditelj, narodnjak kršćanskog usmjerenja, suradnik i prijatelj svećenika, antifašist i antikomunist, mučenik komunizma iz sela Režanaca.  Bio je na glasu kao skrban otac obitelji, napredan poljoprivrednik, istinski revan i aktivan vjernik. Bio je iz redova narodnjaka, ali se nije slagao s komunističkim idejama te je zbog povezanosti sa svećenstvom bili sumnjičeni i ubijen. Odudarao je o drugih narodnjaka, jer mu je narodnjaštvo bilo hrvatski a ne jugoslavenski orijentirano.

## Životopis
Rodio se u seljačkoj, vjerničkoj i narodnjačkoj, brojnoj i gospodarski naprednoj obitelji. Obitelj mu je živjela u obiteljskoj zadruzi kakvih je još između dva rata bilo mnogo diljem Istre. Dali su mnoge svećenike. Antunov brat Marijan je župnik u Savudriji, a nećak Milan župnik u Premanturi i dekan pulskoga dekanata. Antun je imao petero djece, od koje su trojica pošla svećeničkim putem: Miroslav je župnik Gospe od mora u Puli i kanonik pulskog katedralnog kaptola, Vjekoslav je obnašao službu tajnika BKJ i zatim HBK u Zagrebu do 1997., a od 1998. obnašao je službu postulatora u kauzi za beatifikaciju sluge Božjega Miroslava Bulešića. Sin Ivan dugo je godina bio župnik u Rovinju i na tom ga je mjestu zateklo imenovanje za porečko-pulskog biskupa koncem 1997. godine.
U obiteljskoj zadruzi su živjela trojica braće pod istim krovom. Antun je bio najstariji sin i poslije očeve smrti njegova je riječ bila glavna, ali nikad se nije nametao, nego s braćom strpljivo i uz mnogo truda borio se u životu. Kao dječak je uspio završiti hrvatsku pučku školu prije dolaska Italije, koja je ubrzo počela sustavno istrebljivati hrvatski jezik u
školama i u svagdanjem životu. Unaprijedio je očevinu primjenom tada najsuvremenijih agrotehničkih metoda, u Istri koja je onda bila gospodarski zaostala: nabavio je poljoprivredne strojeve kojima su baratali i sinovi sjemeništarci. Kao najstariji brat prije i za vrijeme rata talijanskim je zakonom bio oslobođen vojne obveze, jer se morao brinuti za brojnu obitelj.
Za talijanske vlasti širio je hrvatske knjige koje je Božo Milanović putem Družbe sv. Mohora za Istru tiskao u Trstu. Distribucija i posjedovanje bile su rizične, premda su dobili dozvolu od talijanskih vlasti, ali teškom mukom. Karabinjeri i fašisti su protuzakonito plijenili knjige, čitatelje zlostavljali, a povjerenike globili i zatvarali. Milovan je bio načitan. Primao je hrvatski tisak, zagrebački Glasnik Srca Isusova i sarajevsku Nedjelju. Članke i izreske koji su tumačili komunističke zablude, prepisivao i dijelio dalje znancima i istomišljenicima. Iz načitanosti dobrim knjigama oblikovalo se njegovo narodnjaštvo hrvatskih boja. 
Na nedjelje i blagdane u obližnjoj crkvi Sv. Germana predvodio je pučku pobožnost
uz moljenje krunice, čitanje nabožnog štiva i pjevanje crkvenih pjesama. 
Utemeljeno je pretpostaviti da je i Milovan podupirao i širio narodnjački duh i buđenje nacionalne svijesti osnivanjem i širenjem tzv. "trojki" istomišljenika. Tako su hrvatski narodnjaci pasivnim i zavjereničkim otporom borili se protiv potalijančivanja Hrvata, a talijanska policija to nije uspjela otkriti, te su metodu u trojkama i prodiranja u narod Svetvinčenštine prihvatili i prvi partizanski organizatori NOP-a i NOB-a.
Do pred rat je radio u pulskom brodogradilištu. Ondje se koncem 1941. godine upoznao i sprijateljio s tajnim širiteljem komunističke ideologije i narodnooslobodilačkog pokreta Mijom Pikunićem (poslije rata član vrha OZNE na Pulštini), premda su bili očigledno suprotnih stajališta. Dok se tijekom rata Pikunić skrivao kod Milovanove obitelji, pokušao je nagovoriti Milovana neka pristupi partizanima i preuzme službu seoskog odbornika, što je Antun odbio, jer kao aktivan vjernik nije želio surađivati sa zadojenima komunističkom ideologijom. Antun je podupirao narodnooslobodilački pokret koliko mu je savjest dopuštala i nije se dao uvući u jugokomunističke strukture u tom pokretu.
Početkom 1944. širio je veliki zidni hrvatski kalendar koji je Božo Milanović bio izdao dozvolom njemačkih osvajačkih vlasti. Jugokomunistički partizanski čelnici Istre pobjesnili su zbog toga, napadali i osuđivali Milovana. Milovan je kao svjetovnjak bio uključen u vjerski život. Aktivno je sudjelovao u pripremama svećeničkog ređenja i mlade mise rođaka Miroslava Bulešića. Zbog toga su ga jugokomunistički sektaši okrutno ubili potkraj ožujka 1945. godine.
Ka kraju rata rasla je podjela u rodnim mu Režancima. Zadnje riječi što je 22. ožujka 1945. zapisao u pismu sinu bile su "Zlo se piše po svoj Istri, osobito svećenici su postali "banditi". U stan su usred noći banule tad neke osobe s partizanskim kapama i oznakama, dobro naoružane, otele ga i odvele. Odveli su ga u neki kažun gdje mu je oznaš u krugu istomišljenika izrekao smrtnu osudu. Tijelo su mu bacili u neku jamu. Partizanski Hrvatski list od 12. travnja 1945. izvijestio je o osudi na smrt strijeljanjem, no svjedočanstvo jednog prvoborca, Antunova prijatelja, govori da je izvršenje presude bilo mnogo zvjerskije.
Nikad ga nisu rehabilitirali, nego su zločin štoviše opravdavali teškim izmišljenim podvalama i optužbama u tisku i na sastancima. Klevete ("izdaja naroda", "dostavljao
izvještaje njemačkoj policiji", "pomagao pri hvatanju pojedinih naših ljudi", "Gestapou dostavljao popis aktivista JNOF-a", "zatražio je od Nijemaca da u Režancima postave domobranski garnizon", "kriv je za česte upade Nijemaca", "priznao krivnju") su se nekritički ponavljale i u kasnijim napisima i interpretacijama (pr. Mario Mikolić, Herman Buršić i dr.). Jugokomunistički povjesničari su revno prepričavali te laži sve do demokratskih promjena. Tako se pokazalo da istarske narodnjake i vjernike nije uspio ušutkati fašizam
kroz 25 godina sustavnog odnarođivanja, nego istrijebiti bezdušni komunizam koji je ne samo ušutkao nego je domoljube proglasio "narodnim neprijateljima, izdajicama svoga naroda i slugama okupatora".
Upitno je je li ubijen po odluci suda ili po slobodnom nahođenju oznaša. Kotarski sud u Puli riješio molbu Antunova brata Mihe kad je zatražio sudsko proglašenje mrtvim brata Antuna. Sud je rješenjem od 31. listopada 1950. za dan smrti odredio "dan koji je slijedio prvu godišnjicu prestanka ratnog neprijateljstva poslije drugog svjetskog rata": Antun je bio mjeseca ožujka 1945. godine po noći odveden "po nepoznatim osobama u nepoznatom pravcu, te se od tada do danas nikome nijejavio, a niti kući povratio." Antunovu je obitelj općinski NOO maltretirao zahtjevima davanja za novu vlast.
Dugo poslije rata neki su prvoborci žalili što nisu mogli spasiti nedužnog Milovana. Prema riječima jednog seoskog odbornika i Antunova kuma, Milovan je odveden bez njegova znanja, a kamoli odobrenja. To je bila praksa pepekovaca (organizacije "Protiv pete kolone") koji su odvodili žrtve uz pristanak odbornika, no ako ovaj ne bi pristao, žrtvi nije bilo spasa, jer bi oznaši prevarili odbornika i žrtvu odveli kad bi on poslovno bio odsutan. Tih su mjeseci članovi SKOJ-a i USAOH-a (Ujedinjeni savez antifašističke omladine Hrvatske) vrlo su marljivo uz razne zadaće "likvidirali špijune".

## Vanjske poveznice
- Porečka i Pulska biskupija  Arhivirana inačica izvorne stranice od 23. travnja 2019. (Wayback Machine) Ilija Jakovljević: Mučenici i žrtve u Porečkoj i Pulskoj biskupiji